# یواس‌سی‌جی‌سی سارل (دبلیوال‌بی-۲۹۶)
یواس‌سی‌جی‌سی سارل (دبلیوال‌بی-۲۹۶) (به انگلیسی: USCGC Sorrel (WLB-296)) یک کشتی است که طول آن ۱۸۰ فوت (۵۵ متر) می‌باشد. این کشتی در سال ۱۹۴۲ ساخته شد.